# ألبرت فريدريك هيلي
ألبرت فريدريك هيلي هو محامي وسياسي كندي، ولد في 8 أغسطس 1873 في Adelaide Metcalfe ‏ في كندا، وتوفي في 7 مارس 1944 في سان دييغو في الولايات المتحدة. نشط حزبياً في الحزب الليبرالي الكندي. وقد انتخب عضو مجلس العموم الكندي.